# Blaps magica
Blaps magica – gatunek chrząszcza z rodziny czarnuchowatych i podrodziny Tenebrioninae.
Gatunek ten został opisany w 1841 roku przez Wilhelma Ferdinanda Erichsona. Początkowo gatunek ten zaliczany był do grupy gatunków B. bifurcata, jednak badania przeprowadzone przez Condamine i współpracowników wykazały jego siostrzaną pozycję względem B. plana, w związku z czym te dwa gatunki zostały połączone w nową grupę gatunków B. magica. Oba te gatunki charakteryzuje posiadanie cech wspólnych z gatunkami pustynnymi jak i półpustynnymi. Z analiz przeprowadzonych w 2013 roku wynika, że linie ewolucyjne tych dwóch gatunków rozeszły się we wczesnym plejstocenie.
Chrząszcz ten jest endemitem Tunezji.